# Malmbergets distrikt
Malmbergets distrikt är ett distrikt i Gällivare kommun och Norrbottens län. Distriktet ligger omkring Malmberget och Koskullskulle i norra Lappland.

## Tidigare administrativ tillhörighet
Distriktet inrättades 2016 och utgörs av en del av Gällivare socken i Gällivare kommun.
Området motsvarar den omfattning Malmbergets församling hade vid årsskiftet 1999/2000 och som den fick 1962 efter utbrytning ur Gällivare församling.

## Tätorter och småorter
I Malmbergets distrikt finns fyra tätorter men inga småorter.

### Tätorter
- Gällivare (del av)
- Koskullskulle (del av)
- Malmberget västra
- Malmberget östra